# Ahmed Dogan

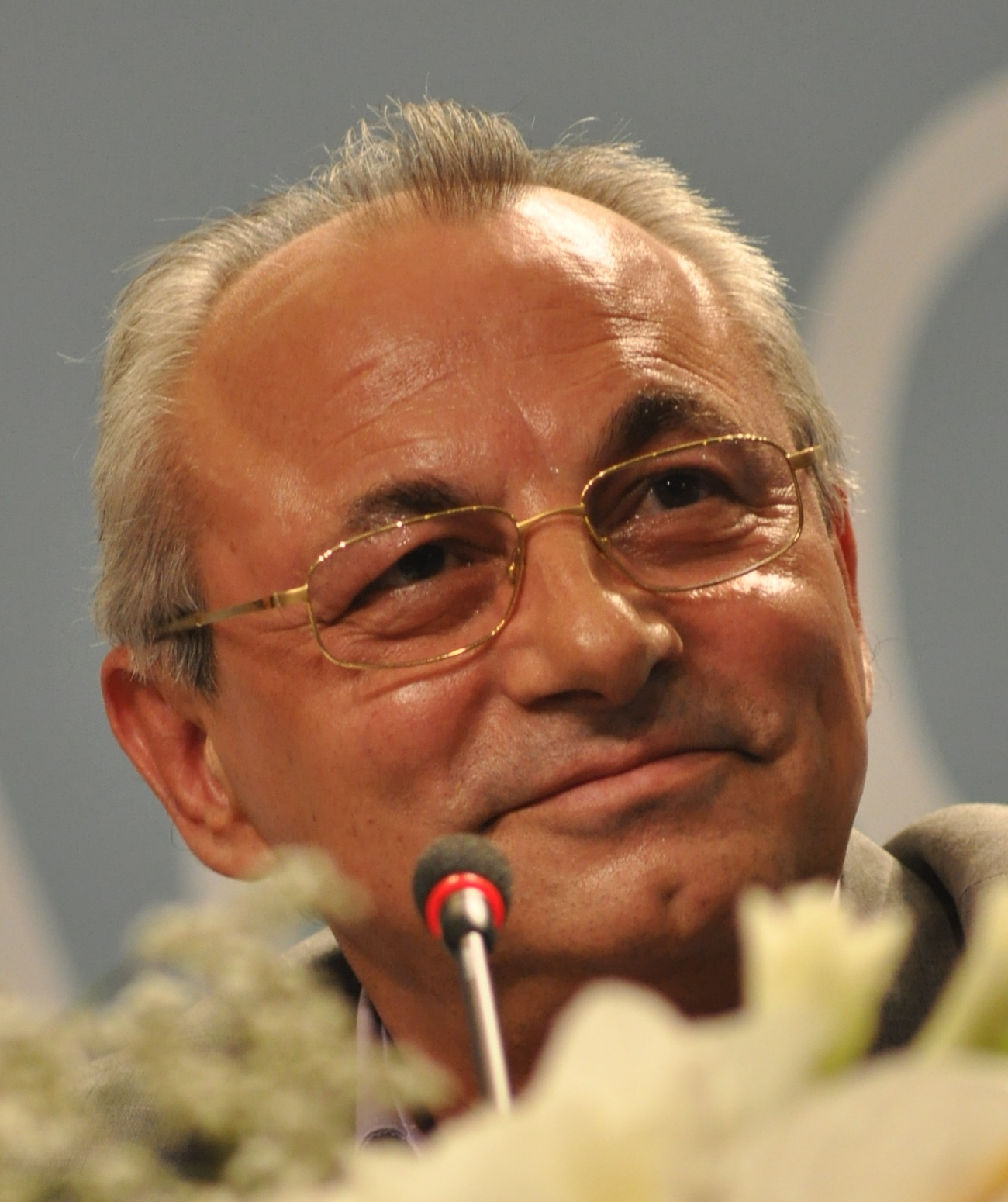
Ahmed Dogan (2009)

Ahmed Demir Dogan (bulgarisch Ахмед Демир Доган, türkisch Ahmed Demir Doğan; * 29. März 1954 in Ptschelarowo, Oblast Dobritsch) ist ein bulgarischer Politiker, der der türkischen Minderheit in Bulgarien angehört. Seit der Gründung der Partei „Dwischenie sa Prawa i Swobodi“ (Bewegung für Rechte und Freiheiten, DPS) bis zum Jahr 2013 war er ihr Vorsitzender. Nach dem Rücktritt von Mustafa Karadaja im November 2023 übernahm er kommissarisch den Posten erneut.
Seit September 2007 ist bekannt, dass Dogan ein aktiver Mitarbeiter der kommunistischen bulgarischen Staatssicherheit war.

## Werdegang
Dogan promovierte in Philosophie an der Konstantin-Preslawski-Universität Schumen.
Seit dem 21. August 1974 war er Mitarbeiter der bulgarischen Staatssicherheit (DS). Seine Decknamen waren Angelow, Sergej oder auch Sawa. Der ehemalige Geheimdienstoffizier Radoslaw Rajkow erklärte 1992 in einem Interview, dass Dogan von Mitarbeitern des Regionalbüros der DS in Warna angeworben worden sei und seine universitäre Ausbildung von der kommunistischen Staatssicherheit finanziell getragen worden sei. Sie verhalf Dogan auch zu einer Stelle an der Bulgarischen Akademie der Wissenschaften.
Er selbst behauptet von sich, maßgeblich an der Krise beteiligt gewesen zu sein, die die kommunistische Regierung Bulgariens in den 1980er Jahren auslöste, als der Versuch unternommen wurde, im Rahmen der sogenannten „Namensänderungskampagne“ die türkische Minderheit in Bulgarien zu assimilieren. Beweise und Augenzeugen dafür gibt es nicht. Dagegen spricht auch die Tatsache, dass er die Aktionen aus dem Gefängnis geleitet haben muss, denn er war zu diesem Zeitpunkt inhaftiert. Im Jahre 1986 wurde Ahmed Dogan verhaftet und zu zehn Jahren Haft verurteilt, die er im Sondergefängnis für terroristische Verbrechen in Warna und in den berüchtigten Gefängnissen in Pasardschik und Stara Sagora absitzen sollte. Einige seiner Mithäftlinge berichten von einer aktiven Mitarbeit mit dem bulgarischen Geheimdienst auch während seiner Gefängnisjahre. Der bulgarische Autor Weselin Angelow berichtet nach Auswertung von Geheimdienstakten, dass die Inhaftierung von Dogan vom Geheimdienst inszeniert worden sei, um Dogan eine entsprechende Autobiographie zu liefern. Am 22. Dezember 1989 wurde er begnadigt und begründete mit anderen Aktivisten kurz darauf die Partei DPS.
Ahmed Dogan war zweimal verheiratet und hat zwei Kinder. Er ist seit 2002 mit dem Model Alten Aliewa liiert.

## Kritikpunkte
Trotz ihrer stabilen Position innerhalb der bulgarischen Parteienlandschaft steht die „Bewegung für Rechte und Freiheiten“ regelmäßig unter Beschuss. Bemängelt werden hauptsächlich der autoritäre Führungsstil Dogans, aber auch die sehr starre innere Struktur der Bewegung sowie die unklare Finanzierungslage, die regelmäßig Gerüchte hervorruft, Dogans Partei werde in Wahrheit von der Türkei aus finanziert und verfolge dementsprechend türkische Interessen in Bulgarien. Dem hat Dogan mehrmals widersprochen.
Für Schlagzeilen und Diskussionsstoff sorgten einige Phrasen aus Äußerungen Dogans, wie diese, dass es um ihn und seine Partei einen „Kreis von Unternehmen“ (bulg. „обръч от фирми“) gebe und dass das Kaufen von Wählerstimmen ein europäisches Phänomen sei und zuletzt in der Kampagne für die Parlamentswahlen 2009, dass die politische Macht Bulgariens in seinen Händen ist und dass er das Instrument sei, „das die Portionen der Finanzierung im Staat“ verteilt.
2010 wurde bekannt, dass 2008 während der Regierungszeit von Sergei Stanischew (2005–2009) in der Ahmed Dogan Stellv. Ministerpräsident war, er ein Beratungshonorar in Höhe von ca. einer Million Euro für den Bau des Zinkow-Kamak-Stausees entgegengenommen hat. Gleichzeitig war er als Regierungsmitglied bei der Entscheidung für den Bau des Stausees beteiligt. Im September wurde er diesbezüglich wegen Korruption angeklagt und im Februar 2011 wegen Mangel an Beweisen freigesprochen.
Ahmed Dogan weist als Abgeordneter mit Abstand die meisten Fehlzeiten im bulgarischen Parlament auf. Als er nach dem Grund gefragt wurde, antwortete Dogan: Weil ich Besseres zu tun habe.

### Klientelismus
Ahmed Dogan gilt als „politisches Mastermind“ (Der Spiegel) hinter dem Politiker und Oligarchen Deljan Peewski. Peewski kam durch beispiellosen Klientelismus zu zahlreichen Ämtern und kontrolliert das größte Medienunternehmen Bulgariens. „Ich bin es, der in diesem Staat die Portionen verteilt“, hatte Dogan auf einer Wahlkampfveranstaltung im Frühjahr 2009 freimütig erklärt.
Dogan finanzierte Peewskis Mediengruppe, die offiziell seiner Mutter gehört. Dazu verwendete Dogan seine Korporativna Targovska Banka (KTB).

## Attentat
Während des 8. Parteitages der DPS, der mit fast 3000 Besuchern im Nationalen Kulturpalast (NDK) in Sofia abgehalten wurde, sprang am 19. Januar 2013 ein 25-jähriger Mann namens Oktai Enimehmedow (bulg. Октай Енимехмедов), während Dogan am Rednerpult stand, auf die Bühne und zielte vor laufender Kamera aus unmittelbarer Nähe mit einer Schreckschusspistole (Gaspistole) auf Dogans Kopf und drückte ab.
Das Attentat schlug jedoch fehl, da die Waffe Ladehemmung hatte. Andererseits meldete AP, dass das Attentat fehlgeschlagen sei, weil Dogan die Waffe des Attentäters zur Seite schlagen konnte, bevor ein Schuss fiel. Der Attentäter konnte anschließend noch auf der Bühne überwältigt werden, wobei ihm vor laufender Kamera nach seiner Überwältigung noch zahlreiche heftige Fußtritte und Faustschläge verpasst wurden. Der überwältigte und liegende Attentäter, der immer wieder versuchte aufzustehen, wurde eine Minute lang immer wieder heftig getreten und geschlagen und auf offener Bühne fast gelyncht. Er wurde nach seiner Verhaftung abgeführt.
Auf dem Parteitag waren zahlreiche in- und ausländische Gäste, darunter Graham Watson, der erste Vorsitzende der Fraktion im Europäischen Parlament Allianz der Liberalen und Demokraten für Europa. Ebenso war Markus Löning in seiner Funktion als Beauftragter der Bundesregierung für Menschenrechtspolitik und Humanitäre Hilfe auf diesem Parteitag anwesend.
Der Parteitag wurde für einige Stunden unterbrochen. Danach wurde Dogans unterbrochene Berichtsrede von Filis Chusmenowa zu Ende verlesen und dabei auch mitgeteilt, dass sich Ahmed Dogan von seinem Leitungsposten der DPS zurückziehe und als seinen Nachfolger den Abgeordneten Ljutwi Mestan vorschlage.

### Bewertung
Nach Meinung von Atanas Atanassow, dem ehemaligen Geheimdienstgeneral und Direktor des „Nationalen Sicherheitsdienstes“ (bulg. „Национална служба Сигурност“; heute ein Teil der „Staatlichen Agentur ‚Nationale Sicherheit‘“ [bulg. „Държавна агенция ‚Национална сигурност‘“]) ähnelte dieses Attentat eher einer Theaterinszenierung, da die Waffe (eine Schreckschusspistole) für einen Anschlag untauglich war.
Andere Kommentare von Politikern zu diesem Attentat variieren von „Anschlag auf die Demokratie“ und „terroristischer Akt“ bis „Inszenierung“ und „Provokation“.
Der bulgarische Innenminister Zwetan Zwetanow teilte mit, dass der Attentäter Oktai Enimehmedow als Krimineller bekannt sei und mit einer Einlasskarte von der Jugendkonferenz der DPS vom November 2012 den Zutritt zu diesem Parteitag erhalten habe. Das Attentat war das schwerste im postkommunistischen Bulgarien nach dem tödlichen Attentat auf Andrei Lukanow 1996.
Der Attentäter ist ein ethnischer Türke aus Burgas. Er war früher bereits wegen Drogenbesitz, Raub und Vandalismus verhaftet worden. Während des Attentats trug er außer der Schreckschusspistole noch zwei Messer bei sich.